# Siegmund Otto
Siegmund Otto (* vor 1594 in Ranis; † 15. August 1641) war ein Dresdner Ratsherr und Bürgermeister.

## Leben
Otto stammte aus der thüringischen Kleinstadt Ranis und studierte Jura. Als Studiosus juris wurde er 1594 Bürger von Dresden. Ab 1602 gehörte er bis zu seinem Tod dem Dresdner Rat an. 1619 übernahm er erstmals das Amt des regierenden Bürgermeisters und übte dieses gemäß Ratsordnung im Drei-Jahres-Rhythmus bis zu seinem Tod aus. 
Neben seiner Ratstätigkeit war Siegmund Otto im Tuchhandel tätig. Auf sein Ersuchen erließ Kurfürst Johann Georg II. am 26. Januar 1614 einen Befehl, der Otto gemeinsam mit weiteren Kaufleuten das Vorkaufsrecht für alle im Amt Hohnstein verarbeiteten Leinwanderzeugnisse gewährte. Im Gegenzug musste eine jährliche Pachtzahlung an die kurfürstliche Rentkammer entrichtet werden. Mit diesem Befehl wurden die Zwischenhändler (Faktoren) verpflichtet, sämtliche Leinwand nur noch an Ottos Compagnie zu verkaufen und künftig auf den einträglicheren Handel mit auswärtigen Käufern zu verzichten. Allerdings brachte die Verordnung nicht den gewünschten Erfolg, so dass Otto wenig später auf sein Privileg verzichtete.
Neben seiner Stadtwohnung in Dresden besaß Otto ein Grundstück in der Lößnitz. Später entstand auf diesem Areal Haus Albertsberg im heutigen Radebeuler Stadtteil Oberlößnitz.